# Teorema de Newton (cuadrilátero)

P yace sobre la línea de Newton EF

El teorema de Newton en geometría euclidiana establece que, en cualquier cuadrilátero circunscrito que no sea un rombo, el centro de su inscrita se encuentra en su línea de Newton.

## Demostración
Sea ABCD un cuadrilátero tangencial con un par de lados paralelos como máximo. Además, sean E y F los puntos medios de sus diagonales AC y BD y sea P el centro de su incírculo. Dada dicha configuración, el punto P se ubica en la línea de Newton, es decir, el segmento EF que conecta los puntos medios de las diagonales.
Un cuadrilátero tangencial con dos pares de lados paralelos es un rombo. En este caso, ambos puntos medios y el centro del incírculo coinciden y, por definición, no existe una línea de Newton.
El teorema de Newton puede deducirse fácilmente del Teorema de Anne, teniendo en cuenta que en cuadriláteros tangenciales las longitudes combinadas de lados opuestos son iguales (Teorema de Pitot: a + c = b + d). Ahora, de acuerdo con el teorema de Anne que muestra que las áreas combinadas de triángulos opuestos PAD y PBC y las áreas combinadas de los triángulos PAB y PCD son iguales, es suficiente para asegurar que P se encuentra en EF. Sea r el radio del incírculo, entonces r es también la altura de los cuatro triángulos.
{\displaystyle {\begin{aligned}&A(\triangle PAB)+A(\triangle PCD)\\=&{\tfrac {1}{2}}ra+{\tfrac {1}{2}}rc={\tfrac {1}{2}}r(a+c)\\=&{\tfrac {1}{2}}r(b+d)={\tfrac {1}{2}}rc+{\tfrac {1}{2}}rd\\=&A(\triangle PBC)+A(\triangle PAD)\end{aligned}}}